# نعمة الباقر
نعمة الباقر هي مراسلة دولية سودانية بريطانية لقناة سي إن إن.

## النشأة والمسيرة
ولدت نعمة الباقر في 1978 في السودان للسياسي والإعلامي الباقر أحمد عبد الله و«ابتسام عفان» التي تعمل نائب المدير العام لصحيفة الخرطوم. درست بالسودان ثم في بريطانيا أين حازت على الإجازة في الفلسفة من كلية لندن للاقتصاد. بدأت نعمة الباقر مسيرتها الإعلامية مراسلة لرويترز من السودان في ديسمبر 2002 ومغطية للنزاع في دارفور. ثم انضمت في 2005 لقناة مور4 التابعة للقناة الرابعة البريطانية حيث كشفت مزاعم الاغتصاب من قبل الاتحاد الأفريقي في دارفور. كما قامت بأول حوار مع شركة أيجيس للخدمات الدفاعية حول مقاطع فيديو تظهر موظفيها يقتلون عشوائيا المدنيين في العراق وحاورت رئيس زيمبابوي روبرت موقابى قبل محاكمته بتهمة الاغتصاب. وكانت الصحفية الغربية الوحيدة التي غطت من مقدشو خلال القصف الأمريكي بالقنابل للصومال في يناير 2007.
أعدّت حلقة «قابل الجنجويد» للبرنامج الوثائقي «أنريبورتد وورلد» والتي كانت الأولى لها وفيها حصلت على نفاذ غير مسبوق لمحمد حمدان دوغولو وهو أحد أبرز قادة الجنجويد العرب التي تقاتل في دارفور. صورت الباقر والمخرج أندرو كارتر بطاقة هوية مقاتلي الجيش السوداني والأسلحة المصنوعة في الصين ومسجلّين بالتالي أول دليل على التدخل المباشر للجيش السوداني إلى جانب الجنجويد والدور الذي يلعبه بيع الأسلحة الصينية لدارفور في الصراع.
كانت نعمة أيضًا أول صحفية دولية تقدم تقريرًا من تشيبوك، القرية النيجيرية الشمالية التي اختطفت منها جماعة بوكو حرام الإرهابية أكثر من 250 تلميذة في عام 2014.

### العمل بسي إن إن
بعد فترة من العمل المستقل مع سي إن إن بدأت في أغسطس 2010 انطلاقا من مكتب القناة في جوهانسبورغ غطت فيها عدة قضايا من أهمها استفتاء استقلال جنوب السودان التحقت بصفة كلية بالقناة في فبراير 2011 بدرجة «مراسلة دولية».

## الجوائز
- قصة العام الإخبارية التلفزيونية، جوائز جمعية الصحافة الأجنبية، 2008
- صحفي العام، جوائز جمعية الصحافة الأجنبية، 2008